# Tour der südafrikanischen Rugby-Union-Nationalmannschaft nach Europa 1906/07
| Tour der Springboks nach Europa 1906/07 | Tour der Springboks nach Europa 1906/07 | Tour der Springboks nach Europa 1906/07 | Tour der Springboks nach Europa 1906/07 | Tour der Springboks nach Europa 1906/07 |
| Übersicht                               | S                                       | G                                       | U                                       | N                                       |
| --------------------------------------- | --------------------------------------- | --------------------------------------- | --------------------------------------- | --------------------------------------- |
| Test Matches                            | 4                                       | 2                                       | 1                                       | 1                                       |
| Sonstige Spiele                         | 25                                      | 24                                      | 0                                       | 1                                       |
| Gesamt                                  | 29                                      | 26                                      | 1                                       | 2                                       |
|                                         |                                         |                                         |                                         |                                         |
| Schottland                              | 1                                       | 0                                       | 0                                       | 1                                       |
| Irland                                  | 1                                       | 1                                       | 0                                       | 0                                       |
| Wales                                   | 1                                       | 1                                       | 0                                       | 0                                       |
| England                                 | 1                                       | 1                                       | 0                                       | 0                                       |

Die Tour der südafrikanischen Rugby-Union-Nationalmannschaft nach Europa 1906/07 umfasste eine Reihe von Freundschaftsspielen der Springboks, der Nationalmannschaft Südafrikas in der Sportart Rugby Union. Dazu gehörten vier Test Matches gegen die Nationalmannschaften der vier britischen Home Nations sowie weitere Begegnungen mit britischen und irischen Vereinsmannschaften und Auswahlteams. Die Tour begann im September 1906 und dauerte bis Januar 1907.
Für die südafrikanische Auswahl handelte es sich um die erste Tour nach Übersee. Während dieser Serie von Spielen erhielt das Team den bis heute gebräuchlichen Spitznamen Springboks. Die Tour erwies sich für die Südafrikaner als äußerst erfolgreich: Sie erwarben sich großen Respekt in der nördlichen Hemisphäre und konnten sich als eine der weltweit führenden Teams etablieren. In den vier Test Matches siegten sie gegen Irland und Wales, während sie gegen England unentschieden spielten und gegen Schottland eine Niederlage hinnehmen mussten. Von den insgesamt 29 ausgetragenen Spielen gewannen die Springboks 26. Die Tour endete in Paris mit einer Partie gegen eine inoffizielle französische Auswahl.

## Ereignisse

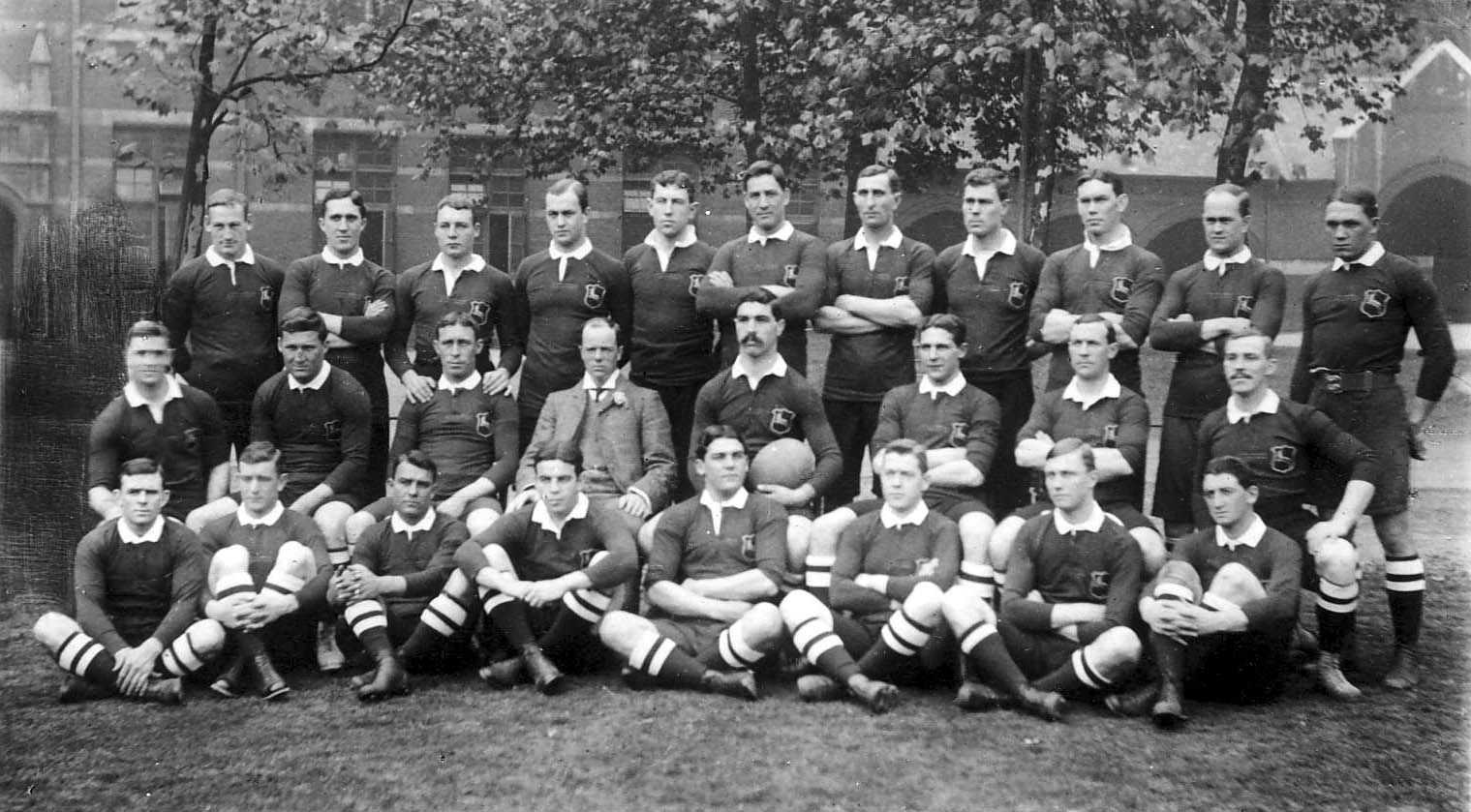
Gruppenfoto der Springboks

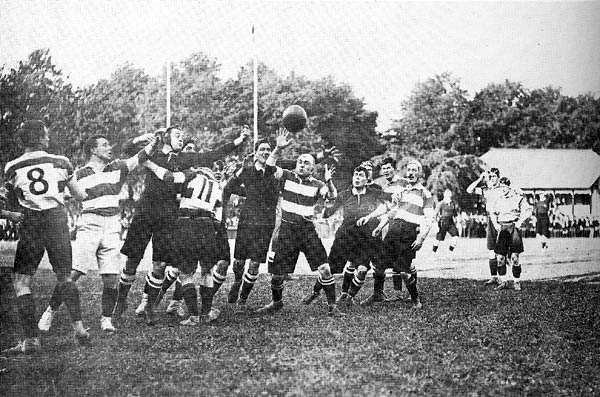
Erstes Spiel gegen East Midlands

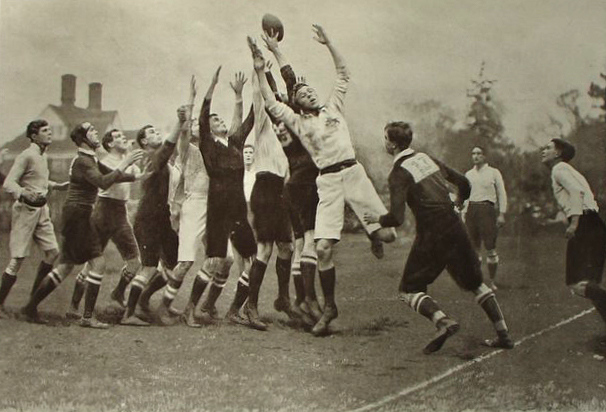
Spiel gegen die Cambridge University

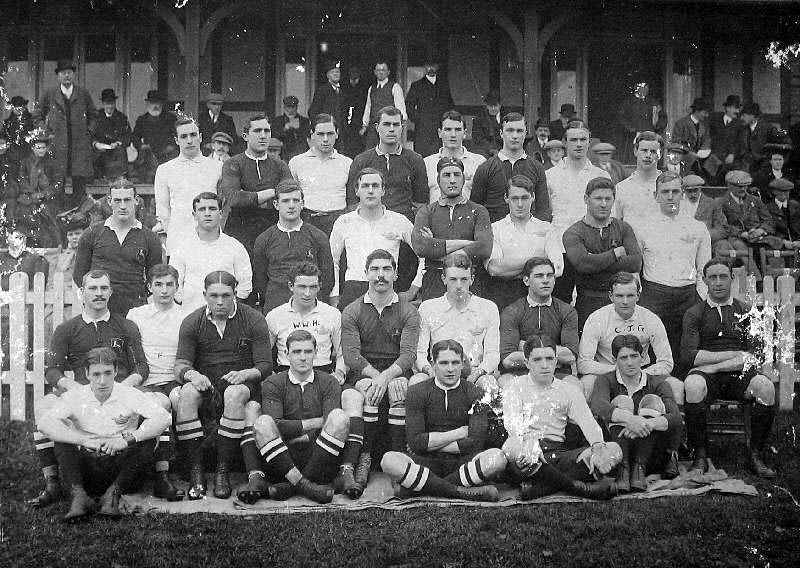
Gemeinsames Posieren mit Spielern der Oxford University

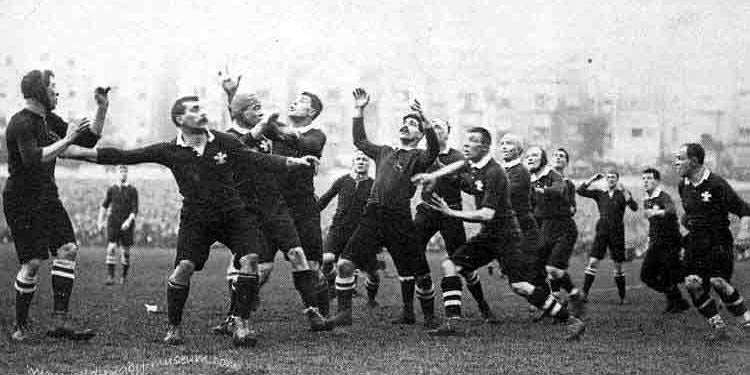
Szene im Spiel gegen Wales

Südafrika war in den Jahren 1891, 1896 und 1903 jeweils Gastgeber des Auswahlteams British Lions gewesen und hatte dabei zunehmend bessere Leistungen gezeigt. Nachdem die Tour von 1905 der neuseeländischen All Blacks ein großer Erfolg gewesen war, reiste ein Jahr später auf Einladung der britischen Rugbyverbände auch die Auswahl Südafrikas nach Europa. Sie war mit dem Dampfschiff The Gascon unterwegs und traf am 19. September 1906 in Southampton ein. Vier Jahre nach dem Ende des Burenkriegs war die 28 Spieler umfassende Mannschaft bestrebt, gegen die Briten einen möglichst guten Eindruck zu hinterlassen. Auf diese Weise sollte eine gemeinsame Identität von britischstämmigen Kolonialisten und Buren geschaffen werden. Ihre Basis hatte die Mannschaft in Richmond südwestlich von London. Noch bevor sich britische Zeitungen einen Spitznamen für das relativ unbekannte Team einfallen lassen konnten, bestätigte Kapitän Paul Roos, die Mannschaft heiße De Springbokken bzw. von Afrikaans ins Englische übertragen Springboks. Er hatte sich den Namen zusammen mit Vizekapitän Paddy Carolin und Tourmanager Cecil Carden ausgedacht, in Anlehnung an das Emblem auf den Trikots.
Das erste Spiel der Tour fand am 26. September in Northampton gegen die Auswahl der East Midlands statt und endete mit einem klaren 37:0-Sieg der Springboks. Die weiteren Spiele fanden in einem Abstand von drei oder vier Tagen statt, also üblicherweise jeweils an einem Mittwoch oder Samstag. In ihren ersten 15 Begegnungen mit Vereins- und Auswahlmannschaften gingen die Springboks jeweils als Sieger vom Platz. Das erste Aufeinandertreffen mit der schottischen Nationalmannschaft und zugleich das erste Test Match der Springboks in Europa ging am 17. November in Glasgow über die Bühne. Bei strömendem Regen gewannen die Schotten mit 6:0 und fügten damit den Springboks die erste Niederlage während dieser Tour zu. Eine Woche später trafen sie in Belfast auf die irische Nationalmannschaft und setzten sich knapp mit 15:12 durch.
Das Test Match am 1. Dezember gegen die walisische Nationalmannschaft in Swansea wurde im Vorfeld von der Presse als Höhepunkt der Tour bezeichnet, denn die Waliser galten damals als stärkstes Team der Britischen Inseln und hatten ein Jahr zuvor Neuseeland geschlagen. Zur Überraschung vieler siegten die Südafrikaner jedoch relativ mühelos mit 11:0. Mannschaftskapitän Paul Roos meinte dazu: „Wir hatten nie auf einen solchen Sieg gehofft. Wir gingen auf das Feld, ohne zu wissen, wie das Ergebnis aussehen würde, aber entschlossen, das Beste zu geben, was in uns steckte und die Ergebnisse den Göttern zu überlassen.“ (We had never hoped for such a win, We went on the field not knowing what the result would be, but determined to put up the best that was in us and leave the results to the gods.)
Am 8. Dezember endete das Test Match gegen die englische Nationalmannschaft in London 3:3 unentschieden. Wieder fiel heftiger Regen und der Boden war äußerst weich und rutschig, sodass sich kaum ein flüssiges Spiel entwickelte. Ähnlich waren die Bedingungen am Neujahrstag 1907 in Cardiff, als die Springboks auf den Cardiff RFC trafen. Sie unterlagen überaus deutlich mit 0:17, gleichbedeutend mit der einzigen Niederlage außerhalb der Test Matches. Ein kurzer Abstecher führte die Springboks nach Paris, wo am 3. Januar die letzte Partie der Tour stattfand. Die französische Team bestand ausschließlich aus Spielern der Pariser Vereine Stade Français und Racing Club de France, da die besten Spieler zu einer Begegnung gegen England unterwegs waren. Aus diesem Grund wird dieses Spiel nicht als Test Match anerkannt.
Nach einigen Tagen Erholung reisten die Springboks nach Southampton, wo sie am 12. Januar mit dem Dampfer The Norman ablegten. Sie kamen am 2. Februar in Kapstadt an und hatten beim britischen Publikum einen äußerst positiven Eindruck von der Qualität ihres Rugbyspiels hinterlassen.

## Spielplan
- Hintergrundfarbe grün = Sieg
- Hintergrundfarbe gelb = Unentschieden
- Hintergrundfarbe rot = Niederlage

(Test Matches sind grau unterlegt; Ergebnisse aus der Sicht Südafrikas)
| #  | Datum              | Gegner                          | Ort                 | Stadion              | Ergebnis |
| -- | ------------------ | ------------------------------- | ------------------- | -------------------- | -------- |
| 01 | 26. September 1906 | East Midlands                   | Northampton         |                      | 37:0     |
| 02 | 29. September 1906 | Midland Counties                | Leicester           |                      | 29:0     |
| 03 | 3. Oktober 1906    | Kent                            | Blackheath          | Rectory Field        | 21:0     |
| 04 | 6. Oktober 1906    | Durham County                   | Hartlepool          |                      | 22:4     |
| 05 | 10. Oktober 1906   | Northumberland                  | Newcastle upon Tyne | St. James’ Park      | 44:0     |
| 06 | 13. Oktober 1906   | Yorkshire                       | Leeds               | Headingley Stadium   | 34:0     |
| 07 | 17. Oktober 1906   | Devon                           | Devonport           |                      | 22:6     |
| 08 | 20. Oktober 1906   | Somerset                        | Taunton             |                      | 14:0     |
| 09 | 24. Oktober 1906   | Middlesex                       | Richmond            |                      | 9:0      |
| 10 | 27. Oktober 1906   | Newport RFC                     | Newport             | Rodney Parade        | 8:0      |
| 11 | 31. Oktober 1906   | Glamorgan County RFC            | Cardiff             | Cardiff Arms Park    | 6:3      |
| 12 | 3. November 1906   | Gloucestershire                 | Gloucester          | Town Club            | 23:0     |
| 13 | 7. November 1906   | Oxford University RFC           | Oxford              |                      | 24:3     |
| 14 | 10. November 1906  | Cambridge University RUFC       | Cambridge           |                      | 29:0     |
| 15 | 13. November 1906  | The South                       | Hawick              | Mansfield Park       | 32:5     |
| 16 | 17. November 1906  | Schottland                      | Glasgow             | Hampden Park         | 0:6      |
| 17 | 20. November 1906  | The North                       | Aberdeen            | Pittodrie Stadium    | 32:5     |
| 18 | 24. November 1906  | Irland                          | Belfast             | Balmoral Showgrounds | 15:12    |
| 19 | 27. November 1906  | Dublin University Football Club | Dublin              | Lansdowne Road       | 28:3     |
| 20 | 1. Dezember 1906   | Wales                           | Swansea             | St Helen’s           | 11:0     |
| 21 | 8. Dezember 1906   | England                         | London              | Crystal Palace       | 3:3      |
| 22 | 12. Dezember 1906  | Lancashire County               | Manchester          | Fallowfield Stadium  | 11:8     |
| 23 | 15. Dezember 1906  | Cumberland                      | Carlisle            | Devonshire Park      | 21:0     |
| 24 | 19. Dezember 1906  | Surrey                          | Richmond            |                      | 20:0     |
| 25 | 22. Dezember 1906  | Cornwall                        | Redruth             |                      | 9:3      |
| 26 | 26. Dezember 1906  | Monmouthshire County RFC        | Newport             | Rodney Parade        | 17:0     |
| 27 | 29. Dezember 1906  | Llanelli RFC                    | Llanelli            | Stradey Park         | 16:3     |
| 28 | 1. Januar 1907     | Cardiff RFC                     | Cardiff             | Cardiff Arms Park    | 0:17     |
| 29 | 3. Januar 1907     | Frankreich                      | Paris               | Parc des Princes     | 55:6     |

## Test Matches
Anmerkung: Die Fédération française de rugby erkennt dem Spiel zwischen Frankreich und Südafrika am 3. Januar 1907 nicht den vollen Status als Test Match zu.

### Schottland
| 17. November 1906 | Schottland               | 6 : 0   | Südafrika | Hampden Park, Glasgow Zuschauer: 32.500 Schiedsrichter: Harry Corley (Irland) |
| 17. November 1906 | Versuche: MacLeod Purves | Bericht |           | Hampden Park, Glasgow Zuschauer: 32.500 Schiedsrichter: Harry Corley (Irland) |

Aufstellungen:
- Schottland: John Scoular, Kenneth MacLeod, Tennant Sloan, Maurice Walter, Alec Purves, Louis Greig , Patrick Munro, Hugh Monteith, Campbell Geddes, John MacCallum, David Bedell-Sivright, George Frew, Louis Speirs, Bill Scott, William Thomson
- Südafrika: Arthur Marsberg, Bob Loubser, Hendrik de Villiers, Japie Krige, Anton Stegmann, Paddy Carolin , Uncle Dobbin, William Burger, Henry Daneel, Douglas Brookes, Daniel Brink, Adam Burdett, Klondyke Raaff, William Morkel, Dietlof Maré

### Irland
| 24. November 1906 | Irland                                                                     | 12 : 15        | Südafrika                                             | Balmoral Showgrounds, Belfast Zuschauer: 15.000 Schiedsrichter: J. D. Tulloch (Schottland) |
| 24. November 1906 | Versuche: MacLeod Purves Erhöhungen: MacLear Sugars (2) Straftritte: Parke | (3:12) Bericht | Versuche: Krige Loubser Stegmann Straftritte: Joubert | Balmoral Showgrounds, Belfast Zuschauer: 15.000 Schiedsrichter: J. D. Tulloch (Schottland) |

Aufstellungen:
- Irland: Geoffrey Henebrey, Harry Thrift, Robert Gotto, James Parke, Basil MacLear, Thomas Robinson, Ernest Caddell, Alfred Tedford, Elliot Allen , Harold Sugars, George Hamlet, Michael White, George McIldowie, Hugh Wilson, John Coffey
- Südafrika: Steve Joubert, Bob Loubser, Jack Hirsch, Japie Krige, Anton Stegmann, Dirk Jackson, Paddy Carolin, William Burger, Henry Daneel, Paul Roos , Douglas Morkel, Rajah Martheze, Adam Burdett, William Morkel, Pietie le Roux

### Wales
| 1. Dezember 1906 | Wales | 0 : 11        | Südafrika                                           | St Helen’s Rugby and Cricket Ground, Swansea Zuschauer: 45.000 Schiedsrichter: Arthur Jones (England) |
| 1. Dezember 1906 |       | (0:6) Bericht | Versuche: Joubert Loubser Raaff Erhöhungen: Joubert | St Helen’s Rugby and Cricket Ground, Swansea Zuschauer: 45.000 Schiedsrichter: Arthur Jones (England) |

Aufstellungen:
- Wales: John Dyke, Johnny Williams, Rhys Gabe, Gwyn Nicholls , Teddy Morgan, Percy Bush, Richard Owen, Jack Jenkins, George Travers, Will Joseph, Arthur Harding, Dai Jones, Dick Thomas, Jack Williams, Charles Pritchard
- Südafrika: Steve Joubert, Bob Loubser, Hendrik de Villiers, Japie Krige, Arthur Marsberg, Dirk Jackson, Uncle Dobbin, William Burger, Henry Daneel, Paul Roos , Daniel Brink, Rajah Martheze, Klondyke Raaff, William Morkel, Pietie le Roux

### England
| 8. Dezember 1906 | England          | 3 : 3         | Südafrika        | Crystal Palace, London Zuschauer: 40.000 Schiedsrichter: J. D. Tulloch (Schottland) |
| 8. Dezember 1906 | Versuche: Brooks | (0:3) Bericht | Versuche: Millar | Crystal Palace, London Zuschauer: 40.000 Schiedsrichter: J. D. Tulloch (Schottland) |

Aufstellung:
- England: John Jackett, Freddie Brooks, Harry Shewring, John Birkett, Thomas Simpson, Adrian Stoop, Raphael Jago, John Green, Robert Dibble, Vincent Cartwright , Thomas Kelly, Basil Hill, Arnold Alcock, William Mills, Cecil Shaw
- Südafrika: Steve Joubert, Bob Loubser, Hendrik de Villiers, Sydney de Melker, Arthur Marsberg, Dirk Jackson, Uncle Dobbin, William Millar, Henry Daneel, Paul Roos , Daniel Brink, Douglas Morkel, Klondyke Raaff, William Morkel, Pietie le Roux

## Kader

### Management
- Tourmanager: Cecil Carden
- Tourkapitän: Paul Roos
- Vizekapitän: Paddy Carolin

### Spieler

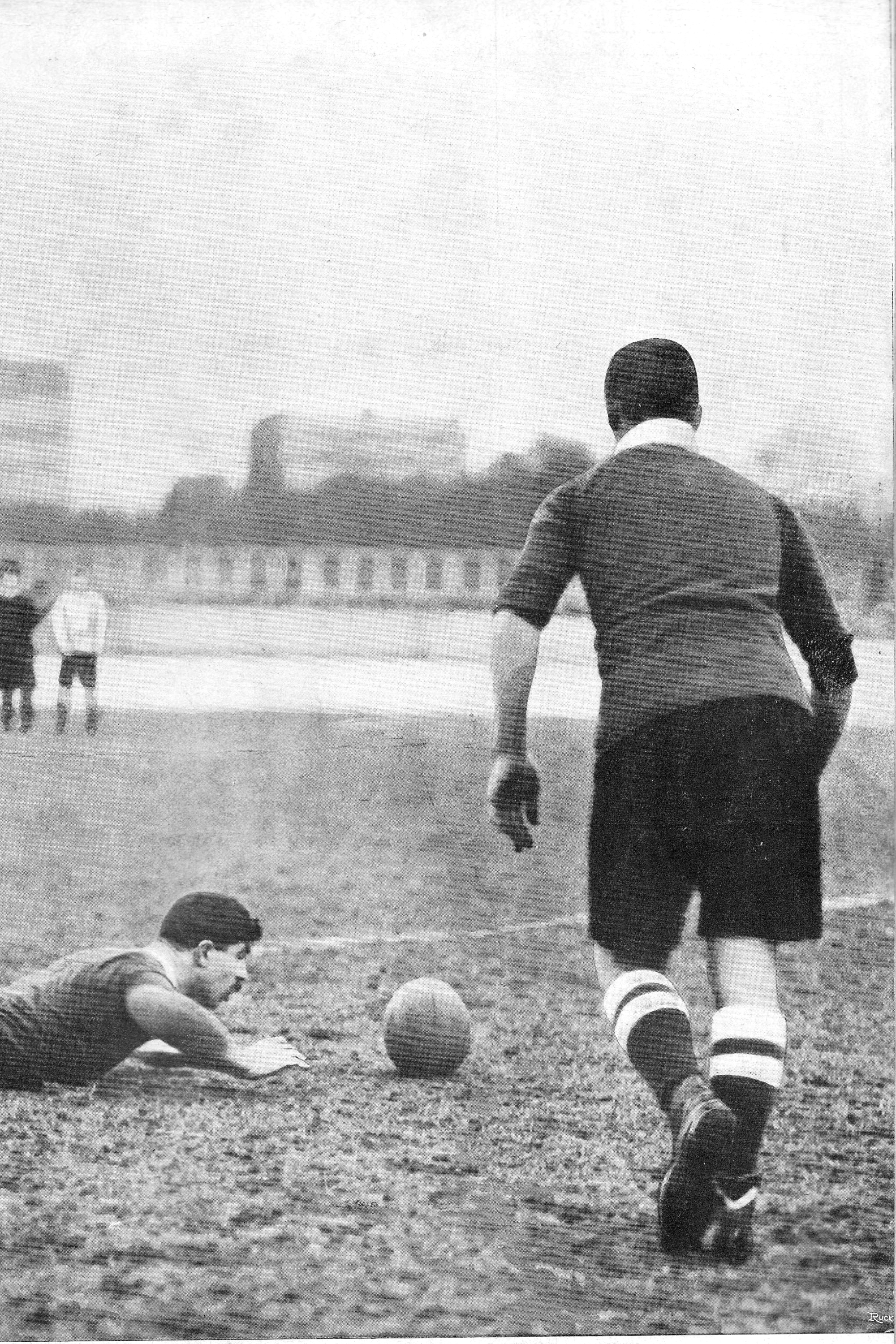
Nach einem Versuch gegen Frankreich legt Roos den Ball für eine Erhöhung durch Morkel bereit

| Spieler                  | Position         | Mannschaft       |
| ------------------------ | ---------------- | ---------------- |
| Paddy Carolin            | Halbspieler      | Western Province |
| Frederick „Uncle“ Dobbin | Halbspieler      | Griqualand West  |
| Dirk Jackson             | Halbspieler      | Western Province |
| Sydney de Melker         | Dreiviertelreihe | Griqualand West  |
| Hendrik de Villiers      | Dreiviertelreihe | Western Province |
| Jack Hirsch              | Dreiviertelreihe | Eastern Province |
| Japie Krige              | Dreiviertelreihe | Western Province |
| Japie le Roux            | Dreiviertelreihe | Western Province |
| Bob Loubser              | Dreiviertelreihe | Western Province |
| Andrew Morkel            | Dreiviertelreihe | Transvaal        |
| Anton Stegmann           | Dreiviertelreihe | Western Province |
| Arthur Burmeister        | Schlussmann      | Western Province |
| Steve Joubert            | Schlussmann      | Western Province |
| Arthur Marsberg          | Schlussmann      | Griqualand West  |

| Spieler         | Position | Mannschaft       |
| --------------- | -------- | ---------------- |
| Daniel Brink    | Stürmer  | Western Province |
| Douglas Brookes | Stürmer  | Border           |
| Adam Burdett    | Stürmer  | Western Province |
| William Burger  | Stürmer  | Border           |
| Henry Daneel    | Stürmer  | Western Province |
| Pietie le Roux  | Stürmer  | Western Province |
| Dietlof Maré    | Stürmer  | Western Province |
| Rajah Martheze  | Stürmer  | Griqualand West  |
| William Millar  | Stürmer  | Western Province |
| Douglas Morkel  | Stürmer  | Transvaal        |
| William Morkel  | Stürmer  | Transvaal        |
| William Neill   | Stürmer  | Border           |
| Klondyke Raaff  | Stürmer  | Griqualand West  |
| Hubert Reid     | Stürmer  | Transvaal        |
| Paul Roos       | Stürmer  | Western Province |